# Vernosc-lès-Annonay
 Vernosc-lès-Annonay  là một xã ở tỉnh Ardèche, vùng Auvergne-Rhône-Alpes ở đông nam nước Pháp.